# جون إل. هولاند
جون إل. هولاند (بالإنجليزية: John L. Holland)‏ هو عالم وعالم نفس أمريكي، ولد في 21 أكتوبر 1919 في أوماها في الولايات المتحدة، وتوفي في 27 نوفمبر 2008 في بالتيمور في الولايات المتحدة.